# IC 4777
IC 4777 — галактика типу SB0-a (компактна витягнута галактика) у сузір'ї Телескоп.
Цей об'єкт міститься в оригінальній редакції індексного каталогу.